# Bokarens naturreservat
Bokarens naturreservat är ett naturreservat i Uppsala kommun i Uppsala län.
Området är naturskyddat sedan 2017 och är 24 hektar stort. Reservatet består av blandskog av främst asp och gran. 